# Tropheops romandi
Tropheops romandi és una espècie de peix pertanyent a la família dels cíclids i al superordre dels acantopterigis.

## Etimologia
L'epítet romandi fa referència a l'ictiòleg Dr. Raymond Romand.

## Descripció
Fa 6,3 cm de llargària màxima. Boca petita i amb la mandíbula inferior més curta que la superior. Presència de dents premolars a les fileres exteriors i còniques i engrandides als costats de la mandíbula superior. 5 fileres de dents a la mandíbula inferior i 5 més a la superior. Aleta dorsal amb 17-18 espines i 9 radis. Aleta anal amb 3 espines i 7-8 radis. Línia lateral amb 31-33 escates. 4 fileres d'escates a les galtes. Primer arc branquial amb 10 espines. Ambdós sexes posseeixen franges verticals i una banda dorsal. El mascle té el cap de color blau o porpra molt fosc i franges, mentre que el cos i l'aleta dorsal presenten un color blau elèctric; la franja submarginal dorsal és de color blau-negre; aletes caudal i anal amb les vores distals de color blau fosc i amb una mica de blanc a les membranes; espines anals amb els extrems blancs; aletes pelvianes amb un marge fosc i els radis grocs apagats, i algunes taques groguenques a les vores distals de l'aleta caudal i a l'àrea amb radis de la dorsal. La femella és gairebé completament groga amb franges fines de color clar; aleta dorsal amb una banda submarginal negra; reflexos blaus a les aletes caudal i dorsal; aleta anal vorejada de negre, i pelvianes vorejades de blanc i amb una banda negra.

## Alimentació
El seu nivell tròfic és de 2,89.

## Hàbitat i distribució geogràfica
És un peix d'aigua dolça, demersal i de clima tropical (11°S-13°S), el qual viu al sud-est d'Àfrica: és un endemisme de l'illa Likoma al llac Malawi (Malawi).

## Observacions
És inofensiu per als humans, el seu índex de vulnerabilitat és baix (10 de 100) i les seues principals amenaces són la sobrepesca i la seua distribució geogràfica tan restringida.